# Kind, ich freu' mich auf Dein Kommen
Pour plus de détails, voir Fiche technique et Distribution.
Kind, ich freu' mich auf Dein Kommen (titre français : Chérie j'attends ton arrivée) est un film allemand réalisé par Kurt Gerron et Erich von Neusser, sorti en 1933.

## Synopsis
La photographe portraitiste Lu Tiemann possède un fox-terrier à poil dur blanc nommé Storch. Pour Lu, le joli chien a avant tout une fonction bien précise : il doit soit sauter dans des véhicules à l'arrêt avec des hommes au volant et ainsi attirer leur attention, soit se cacher dans la voiture et sortir en conduisant, avec le même résultat. Si le conducteur veut alors regarder de plus près le chien « fou », l'inscription suivante peut être lue sur son collier : « Je m'appelle Storch. Lu Tiemann, Regentenstrasse 17 ». De nombreux messieurs aisés mordent à l'hameçon, comme un gros consul ou un constructeur et conseiller privé, à côté de qui "Storch" s'assoit très effrontément sur le siège voisin de la voiture. Lorsque les « trouveurs » rapportent ensuite le fugueur d'apparence honnête à sa propriétaire, Lu joue la victime avec les yeux grands ouverts et « gronde » son chien: « Comment pouvez-vous effrayer votre maîtresse comme ça. Je n'ai pas dormi de la nuit ». Puis elle se tourne vers le « noble sauveur » et dit : « Je ne sais même pas comment vous remercier. Puis-je vous offrir un cognac ? Asseyez-vous sur le canapé. »
Un jour, lorsque Storch s'enfuit, il perd également son collier et se retrouve rapidement entre les mains de Lili Schrader alors qu'il poursuit le chien de berger de Rohleder. Elle sous-loue chez la veuve Rohleder, dont le frère est le portier. Rohleder gagne son argent avec le consul, le "meilleur client" de Lu. Comme le chien est maintenant sans collier et que Lili ne veut pas qu'il se perde, elle achète un nouveau collier à Storch sans plus tarder, mais cette fois avec son nom dessus. Cependant, le terrier n'a en aucun cas abandonné les vieilles habitudes et conduit maintenant les étranges messieurs directement à Lili. Ainsi, elle obtient également le "plaisir" de la connaissance du consul, qui est complètement étonné quand il est mis violemment hors de son appartement par Lili après qu'il soit devenu intrusif. En attendant, Rohleder essaie de trouver du travail pour Lili, la locataire de sa sœur. Il trouve ce qu'il cherche chez le consul, mais lorsqu'il apprend que la personne à embaucher est Lili Schrader, il refuse. Lili a plus de succès auprès du conseiller privé qui engage la jeune femme comme secrétaire.
Cet homme a un neveu nommé Herbert, qui est également connu de Lili. Lorsque l'oncle d'Herbert apprend qu'il a rencontré et est tombé amoureux d'une jeune femme avec un chien, la sonnette d'alarme sonne chez l'oncle, un riche fabricant et propriétaire de Petrol A.G. Il pense qu'Herbert parle de Lu et se rend ensuite chez la propriétaire du chien pour lui offrir 3 000 Reichsmarks si elle laisse Herbert tranquille. Le conseiller privé et Lili partent en voyage d'affaires avec le consul, également de Benzin A.G., tandis qu'Herbert fait la connaissance de Lu lors d'un voyage à Lugano. La conversation tourne donc vite autour de Storch, et les nombreux malentendus sont dissipés à la satisfaction de tous. Lu Tiemann récupère son chien, le gros consul s'excuse auprès de Lili parce qu'il l'a confondue avec Lu, et Herbert peut enfin prendre sa Lili dans ses bras et commencer une vie avec elle.

## Fiche technique
- Titre original : Kind, ich freu' mich auf Dein Kommen
- Réalisation :  Kurt Gerron et Erich von Neusser assistés de Kurt Hoffmann
- Scénario : Franz Arnold, Max Jungk, Heinz Gordon (de), Emeric Pressburger
- Musique : Hans-Otto Borgmann, Walter Jurmann, Bronisław Kaper
- Direction artistique : Erich Kettelhut, Max Mellin (de)
- Costumes : Fritz Schilling, Maria Spindler
- Photographie : Otto Baecker (de), Günther Rittau
- Son : Walter Rühland
- Production : Günther Stapenhorst
- Société de production : UFA, Viktoria-Film
- Société de distribution : UFA
- Pays d'origine :  Reich allemand
- Langue : Allemand
- Format : Noir et blanc - 1,37:1 - mono - 35 mm
- Genre : Comédie
- Durée : 79 minutes
- Dates de sortie :
  - Allemagne : 26 juin 1933.
  - Suède : 14 août 1933.
  - Hongrie : 15 août 1933.
  - Finlande : 24 septembre 1933.
  - Danemark : 10 octobre 1933.
  - Autriche : 23 décembre 1933.
  - France : 2 mars 1934[1].

## Distribution
- Magda Schneider : Lili Schrader
- Wolf Albach-Retty : Herbert
- Paul Otto : son oncle, conseiller privé et industriel
- Lissy Arna : Lu Tiemann, photographe portraitiste
- Otto Wallburg : le consul
- Ida Wüst : Mme Rohleder
- Julius Falkenstein: son frère, le portier
- Grethe Weiser : Zofe Marie

## Production
Kind, ich freu’ mich auf Dein Kommen est créé sous le titre provisoire Amor an der Leine à partir de fin février 1933 dans le studio UFA de Neubabelsberg (enregistrements en studio) ainsi qu'à Berlin et Lugano (enregistrements extérieurs).
Vers la fin du tournage, un incident se produit qui peut être considéré comme l'archétype de la façon dont le régime nazi va traiter les artistes juifs. Le 10 avril 1933, le directeur de production du film, Erich von Neusser, entre dans le studio de cinéma et annonce : « Quiconque n'est pas de sang aryen pur ici quitte le studio immédiatement ». Kurt Gerron se fige sous le choc puis sort. Contrairement à Otto Wallburg et Julius Falkenstein, lui, que les nazis ont dénigré comme « juif modèle », n'a plus d'autorisation spéciale pour son travail d'acteur et de réalisateur. Neusser est officiellement autorisé à terminer le tournage du film et est nommé co-réalisateur lors de la première (bien que sa contribution à ce film fût probablement minime). Hans Steinhoff, membre du NSDAP, tourne quelques scènes du film, mais il reste complètement anonyme.
Outre les trois hommes mentionnés, d'autres artistes juifs sont impliqués dans ce film : les scénaristes Max Jungk et Heinz Gordon, les compositeurs Walter Jurmann et Bronislau Kaper et l'acteur Paul Otto, dont l'ascendance juive est découverte à l'automne 1943.

## Source de traduction
- (de) Cet article est partiellement ou en totalité issu de l’article de Wikipédia en allemand intitulé « Kind, ich freu’ mich auf Dein Kommen » (voir la liste des auteurs).